# Roberto de Rosenzweig-Díaz Azmitia
Roberto de Rosenzweig-Díaz Azmitia (La Haya, 30 de junio de 1924-Ciudad de México, 6 de octubre de 2016) fue un diplomático mexicano, desempeño diversos cargos diplomáticos en el Gobierno Mexicano.
Rosenzweig-Díaz fue embajador ante Egipto, Alemania, Venezuela y Naciones Unidas.